# Антик, Владимир Морицевич
Владимир Морицевич (Вольдемар Морицович) Антик (3 (15) мая 1882, Кёнигсберг — 27 ноября 1972, Москва) — московский книгоиздатель.

## Биография
Родился в Кёнигсберге 3 (15) мая 1882 года, в еврейской семье. Родители — кандидат коммерческих наук Моисей (Мориц) Ефремович Антик (1861, Вильна — ?), банковский служащий, и Мане Львовна Антик (в девичестве Шкловская). В 1885 году семья поселилась в Павловке (Самарская губерния), позже переехала в Рязань. В 1901 году окончил Рязанскую мужскую гимназию.
В 1907 году окончил юридический факультет Московского университета. В 1904—1906 годах занимался распространением продукции издательства «Гранат», в 1906 году основал своё издательство — «Польза» (с 1907 года — «Польза. В. Антик и Ко», с 1915 года — акционерное общество «Универсальная библиотека»), где в числе прочих выпускал следующие серии: «Универсальная библиотека» (свыше 1300 выпусков), «Народный университет» (12 книг), «Педагогическая академия в очерках и монографиях» (15 книг) и др. 
Антик открыл свою кинофирму (с октября 1917 года - акционерное общество) «Нептун», поставив себе задачей выпускать только литературно весомые фильмы. В качестве главного руководителя был приглашён Н.В. Туркин.
После муниципализации издательства в 1918 году заведовал им, выпустил серию «Общая библиотека» (1918—1921 годы; 65 выпусков), затем на договорных началах выпускал для Госиздата серию «Всеобщая библиотека» (1922—1923 годы; 91 название). В 1928—1929 годах работал в Госиздате РСФСР организатором, руководителем издания и распространения «Дешёвой библиотеки Госиздата». К этим годам относится так и не реализованный проект Антика (совместно с В. А. Трониным и Л. П. Жеребовым) по организации системы «книгостроев» — книжно-издательских комбинатов, сосредоточенных близ мощных бумажных фабрик.
В 1929 году был лишён избирательных прав.

## Семья
Сёстры — Софья Моисеевна Антик (17.07.1884, Кёнигсберг — ?), работала в Министерстве просвещения РСФСР; Изабелла Моисеевна Антик (в замужестве Мяшко, 31.05.1886, Самара — 1942), зубной врач, до 1925 года практиковала в Москве, погибла с семьёй во время немецкой оккупации на станции Крымской; Анна Моисеевна Антик (29.03.1895, Рязань — ?), учительница, до войны жила в Латвии.
Жена — Лидия Семёновна Антик (1884—1911). Дочь — Лидия Владимировна Антик, выпускница Петроградской консерватории, в 1924—1933 годах была замужем за виолончелистом Григорием Пятигорским, потом за виолончелистом Пьером Фурнье.